# پوغوس سناپیان
پوغوس سناپیان (ارمنی: Պողոս Սնապյան؛ زادهٔ ۱۱ اوت ۱۹۲۷ - درگذشته ۱۴ ژوئن ۲۰۱۴) آموزگار، رمان‌نویس و منتقد ادبی اهل ارمنستان بود.

## زندگی‌نامه
وی در ۱۱ اوت ۱۹۲۷ در، ارمنستان غربی به دنیا آمد و از دانشگاه پاریس فارغ‌التحصیل گشت. وی برنده جوایزی همچون مدال موسس خورناتسی (۲۰۰۳) است. وی در ۱۴ ژوئن ۲۰۱۴ در سن ۸۶ سالگی در بیروت درگذشت.